# Eyesburn
Eyesburn je srpski hardcore punk-reggae sastav.

## Povijest sastava
Sastav su 1994. osnovali gitarist Nemanja "Kojot" Kojić, pjevač Nenad Živić, bubnjar Aleksandar "Alek" Petrović, te basist Vladimir "Laza" Lazić. Svoj prvi album Freedomized su snimili uživo u beogradskom klubu KST. Ubrzo nakon što su počeli snimati svoj prvi studijski album, pjevač Nenad Živić napušta sastav, a zamjenjuje ga Nemanja Kojić. Na albumu, objavljenog 1998., nazvanog Dog Life, sve su pjesme otpjevali na engleskom jeziku, te su snimili i obradu pjesme "Exodus" Boba Marleya. 
U to vrijeme, Kojić je počeo svirati trombon, te su u svoju glazbu počeli uvoditi elemente reggaea, duba i drum & basa. Idući album, Full Control snimaju s novim gitaristom Ninoslavom Filipovićem, te ga objavljuju 2000. Gotovo sve pjesme s albuma su se našle na soundtracku za film Munje. Nakon toga, sastav je nastupio na predizbornoj turneji protiv Slobodana Miloševića, te na festivalu EXIT u Novom Sadu, na kojem su nastupali s Tonyjem Allenom i Asian Dub Foundationom. Svoj idući album Gabau! objavljuju 2001., a godinu kasnije i Cool Fire s jamajčanskim glazbenikom Ankom Steadyspearom. Zanimljivo je da su s njim uglavnom komunicirali preko interneta, te su sa snimkama koje im je poslao preko njega snimili album. Svoj idući album Solid objavljuju 2003., te ih ubrzo bivši pjevač Sepulture, Max Cavalera poziva na suradnju s njegovim sastavom Soulfly. Sa Soulflyjem su snimili pjesmu "Moses" na albumu Prophecy, te su nastupali na njihovoj europskoj turneji. Nakon promjene postave, svoj posljednji album How Much For Freedom? objavljuju 2005. Nakon njegove objave, sastav objavljuje prekid suradnje, te je Kojić započeo solo karijeru.
Dana 15. travnja 2011., objavljeno je da se sastav ponovo okupio i to u postavi:Aleksandar Petrović "Alek" (bubnjevi), Vladimir Lazić "Laza" (bas-gitara), Nemanja Kojić "Kojot" (vokal, trombon), Aleksandar Nikić "Lale" (gitara), Zoran Đuroski "Đura" (gitara) i Vukašin Marković (trombon, prateći vokal). Također je objavljeno da ce se i postavi pridruziti Dušan Petrović na saksofonu.

## Diskografija
Studijski albumi
- Dog Life (1998.)
- Fool Control (2000.)
- Gabau! (2001.)
- Cool Fire (s Ankom Steadyspearom) (2002.)
- Solid (2003.)
- How Much For Freedom? (2005.)

Albumi uživo
- Freedomized (1995.)

## Vanjske poveznice
- Službena MySpace stranica